# 日本鹿蹄草
日本鹿蹄草（学名：Pyrola japonica）为鹿蹄草科鹿蹄草属下的一个种。

## 扩展阅读
- 維基物種上的相關：日本鹿蹄草